# Palaeorallus alienus
Palaeorallus alienus — викопний вид журавлеподібних птахів родини Пастушкових (Rallidae). Птах існував в середині олігоцену в Азії. Скам'янілі рештки знайдені у Монголії у пластах формації Татал-гол.